# Carl Miller (Schauspieler)

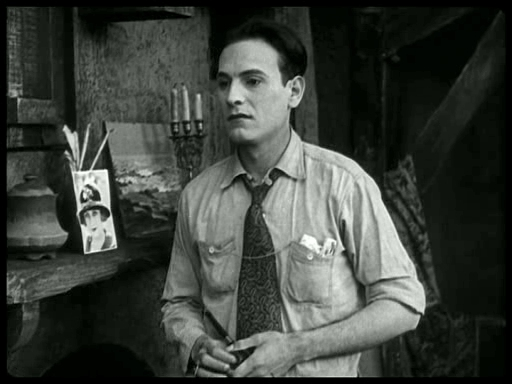
Carl Miller in The Kid (1921)

Carl Miller, auch bekannt als Carlton Miller (* 9. August 1893 im Wichita County, Texas; † 22. Januar 1979 in Honolulu, Hawaii) war ein US-amerikanischer Schauspieler.

## Leben und Karriere
Carl Miller gab im Jahre 1917 sein Filmdebüt. In den Anfangsjahren seiner Karriere spielte er zusammen mit Marie Walcamp die Hauptrollen in einer Western-Filmreihe. 1921 besetzte Charles Chaplin Miller in seinem Film The Kid für die Rolle des Vaters von Jackie Coogan. Während der Vater in der ursprünglichen Fassung des Filmes eine größere Nebenrolle war, schnitt Chaplin in einer Neufassung aus dem Jahre 1971 alle Szenen des Vaters bis auf eine hinaus. Miller verkörperte 1923, ebenfalls unter Regie von Chaplin, die männliche Hauptrolle im Drama Die Nächte einer schönen Frau. In den folgenden Jahren spielte er größere Nebenrollen oder Hauptrollen, unter anderem neben Monte Blue und Marie Prevost. Nach dem Anbruch der Tonfilmzeit Ende der 1920er-Jahre wurden Millers Rollen bald kleiner und er zog sich zusehends aus dem Filmgeschäft zurück. Sein letzter Film war Der Draufgänger von Boston (1942) mit John Wayne, wo er eine kleine Nebenrolle als Saloongast hatte.
Über den weiteren Verlauf seines Lebens ist nur bekannt, dass er 1979 im Alter von 85 Jahren auf Hawaii verstarb.

## Filmografie (Auswahl)
- 1917: The Clock
- 1917: A Bit o’ Heaven
- 1918: The Doctor and the Woman
- 1921: The Kid
- 1923: Die Nächte einer schönen Frau (A Woman of Paris)
- 1923: Gebrandmarkt (Condemned)
- 1924: The Lover of Camille
- 1924: Die kleine Kanaille (The Dark Swan)
- 1925: Wir Modernen (We Moderns)
- 1926: The Red Kimona
- 1926: Raggedy Rose
- 1926: Räuber der Königsschlucht (The Great K & A Train Robbery)
- 1928: Emil und Schlehmil unter Menschenfressern (Why Sailors Go Wrong)
- 1928: Making the Varsity
- 1931: Traveling Husbands
- 1931: Helden der Unterwelt (Bad Company)
- 1931: Honor of the Family
- 1933: The Phantom Broadcast
- 1936: Der Held der Prärie (The Plainsman)
- 1938: Lawless Valley
- 1942: Der Draufgänger von Boston (In Old California)